# 콩알뼈

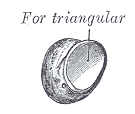

콩알뼈(Pisiform bone 또는 pisiforme) 또는 두상골은 근위 수근열(proximal carpal row)에 속하는 손목뼈(carpal bone)이다. 콩알뼈와 세모뼈는 겹쳐져있는데 콩알뼈가 손바닥쪽, 세모뼈(triquetrum)가 손등쪽이다.